# ISO 13407
ISO 13407とは、国際標準化機構（International Organization for Standardization）により1999年に制定された規格である。英語名は「Ergonomics - Human-centered design processes for interactive systems」といい、JIS Z8530として「人間工学 - インタラクティブシステムの人間中心設計プロセス」という名称で翻訳されている。
ユーザビリティ関連の規格の改定作業に伴い、ISO13407はISO9241シリーズに統合され、ISO 9241-210:2010として2010年に改訂された。

## 関連書籍
- 黒須正明、堀部保弘、平沢尚毅、三樹弘之著『ISO13407がわかる本』オーム社、2001年12月、ISBN 978-4274024641